# Valentův mlýn (Bakov nad Jizerou)
Valentův mlýn byl postaven na pravém břehu řeky Kněžmostky v Rybím dole v Bakově nad Jizerou v okrese Mladá Boleslav.

## Historie
Vodní mlýn byl postaven v místě holendru, který nechal postavit hrabě Valdštejn, pozemek byl pak prodán Janu Ryplovi, který zde postavil vodní mlýn. V roce 1879 mlýn vyhořel a byl obnoven Františkou, vdovou Jana Rypla. V roce 1885 byl prodán Václavu a Marii Sezemským, kteří jej vlastnili až do roku 1893, kdy jej převzal rod Cermanů. V roce 1914 mlýn koupil Josef Kupec a od roku 1920 jej vlastnil jeho syn Josef. Dalšími majiteli je rodina Valentů. V období druhé světové války bylo úředně zakázáno mletí. Krátce po válce mlýn ještě fungoval, ale v padesátých letech 20. století by znárodněn a jeho provoz zastaven. V devadesátých letech 20. století byl v restituci vrácen rodině Valentů. Mlýn byl asi 15 let opravován a dán do provozu. V roce 2012 mlynář Josef Valenta odešel do důchodu a mlýn je spravován jako muzeum.
Mlýn znázorněn na císařských povinných otiscích z roku 1842 i na třetím vojenském mapování. 

## Popis
Mlýn je jednopatrová omítaná budova zděná z cihel. Patra dělí obvodová římsa. V okapovém průčelí je dochován historický nápis.
Vnitřní vybavení mlýnice pochází z přelomu 19. a 20. století. Část vybavení byla doplněna z různých nefunkčních mlýnů.
Data k roku 1930:
typ: vodní kolo na vrchní vodu
výkon: 4 HP
spád: 2,6 m
Stav k roku 2013
typ: Francisova turbína